# 小行星6468
小行星6468（英語：6468 Welzenbach）是一颗围绕太阳公转的小行星。1981年3月2日，舒爾特·巴斯在赛丁泉山发现了此天体。
这颗小行星的绝对星等为141.6985453000892等。